# Daniel Féret
Daniel Féret (ur. 7 sierpnia 1944 w Momignies) – belgijski francuskojęzyczny polityk oraz lekarz, założyciel i lider Frontu Narodowego, eurodeputowany IV kadencji.

## Życiorys
Studiował medycynę na Université catholique de Lille oraz na Université Libre de Bruxelles. Pracował w zawodzie lekarza.
W młodości należał do określanej jako neofaszystowska organizacji Jeune Europe. Później bez większego powodzenia działał w różnych organizacjach politycznych. W 1985 założył i stanął na czele Frontu Narodowego, wzorującego się na francuskim Froncie Narodowym Jeana-Marie Le Pena. Nowa partia skupiła różnego rodzaju środowiska skrajnej prawicy, w tym także działaczy neonazistowskich. Ugrupowaniem tym Daniel Féret kierował nieprzerwanie do 2007, kiedy to został odwołany decyzją biura politycznego. W międzyczasie, w latach 1994–1999, sprawował mandat posła do Parlamentu Europejskiego IV kadencji. Był też wybierany do parlamentu Regionu Stołecznego Brukseli (po raz ostatni w 2004).
W 2006 za rozpowszechnianie rasistowskich ulotek został skazany na nieodpłatne odpracowanie 250 godzin na cele społeczne i dziesięcioletni zakaz startu w wyborach. W 2014 orzeczono wobec niego grzywnę za fałszerstwa i sprzeniewierzanie funduszy Frontu Narodowego w latach 1989–2007.